# Marčana
Marčana (italijansko Marzana) je istrsko naselje na Hrvaškem, sedež istoimenske občine, ki upravno spada pod Istrsko županijo.
Marčana je naselje v južnem delu Istre, severno od Pulja, od katerega je oddaljena okoli 15 km. Leži na nadmorski višini 161 m ob cesti D66 (E 751) Pulj- Reka.

## Zgodovina
V bližnji okolici so našli dokaze, da je bilo to področje poseljeno že v prazgodovini in antiki.  
V starih listinah se Marčana prvič omenja leta 1243.

## Znamenitosti
V naselju stojita župnijska cerkev sv. Petra i Pavla apostola zgrajena v 15. stoletju z 25 m visokim zvonikom postavljenim leta 1846 in cerkev sv. Antuna Padovanskega.
Marčana, popis 1991; skupaj: 1.006

## Demografija
| Pregled števila prebivalcev po letih | Pregled števila prebivalcev po letih | Pregled števila prebivalcev po letih | Pregled števila prebivalcev po letih | Pregled števila prebivalcev po letih | Pregled števila prebivalcev po letih | Pregled števila prebivalcev po letih | Pregled števila prebivalcev po letih | Pregled števila prebivalcev po letih | Pregled števila prebivalcev po letih | Pregled števila prebivalcev po letih | Pregled števila prebivalcev po letih | Pregled števila prebivalcev po letih | Pregled števila prebivalcev po letih | Pregled števila prebivalcev po letih |
| ------------------------------------ | ------------------------------------ | ------------------------------------ | ------------------------------------ | ------------------------------------ | ------------------------------------ | ------------------------------------ | ------------------------------------ | ------------------------------------ | ------------------------------------ | ------------------------------------ | ------------------------------------ | ------------------------------------ | ------------------------------------ | ------------------------------------ |
| 1857                                 | 1869                                 | 1880                                 | 1890                                 | 1900                                 | 1910                                 | 1921                                 | 1931                                 | 1948                                 | 1953                                 | 1961                                 | 1971                                 | 1981                                 | 1991                                 | 2001                                 |
| 587                                  | 722                                  | 817                                  | 930                                  | 988                                  | 1064                                 | 1183                                 | 1295                                 | 1255                                 | 1246                                 | 1201                                 | 1094                                 | 1036                                 | 1006                                 | 1015                                 |